# Tarek Mostafa
Tarek Mostafa Mohamed Labib, Tarik Mustafa Muhammad Labib (arab.: طارق مصطفى محمد لبيب, Ṭāriq Muṣṭafā Muḥammad Labīb; ur. 1 kwietnia 1971 w Gizie) – egipski piłkarz grający na pozycji pomocnika. W swojej karierze rozegrał 32 mecze i strzelił 2 gole w reprezentacji Egiptu.

## Kariera klubowa
Swoją karierę piłkarską rozpoczął w klubie Eastern Tobacco FC. W 1990 roku zadebiutował w nim w pierwszej lidze egipskiej. W 1992 roku odszedł do Goldy el-Faiyūm, w którym spędził trzy sezony. W 1995 roku przeszedł do Zamaleku. W sezonie 1995/1996 wygrał z nim rozgrywki Ligi Mistrzów. W 1997 roku zwyciężył z Zamalekiem w rozgrywkach Superpucharu Afryki i Pucharu Afroazjatyckiego. W sezonie 1998/1999 zdobył Puchar Egiptu.
W 1999 roku został zawodnikiem MKE Ankaragücü i spędził w nim sezon. W 2000 roku wrócił do Egiptu. W sezonie 2000/2001 grał w Ismaily SC. Z kolei w latach 2001-2003 był zawodnikiem Goldy el-Faiyūm. W 2003 roku powrócił do Ismaily. W sezonie 2006/2007 był piłkarzem Petrojetu. Z kolei w latach 2007-2009 grał w El Gouna FC, w którym zakończył karierę.

## Kariera reprezentacyjna
W reprezentacji Egiptu zadebiutował 11 stycznia 1996 roku w zremisowanym 0:0 towarzyskim meczu z Mali. W 1998 roku został powołany do kadry Egiptu na Puchar Narodów Afryki 1998. Egipt wygrał ten turniej. Mostafa wystąpił na nim w pięciu meczach: z Mozambikiem (2:0), z Marokiem (0:1), ćwierćfinale z Wybrzeżem Kości Słoniowej (0:0, k. 5:4), półfinale z Burkina Faso (2:0) i finale z Republiką Południowej Afryki (2:0), w którym strzelił bramkę. Od 1996 do 2000 roku rozegrał w kadrze narodowej 32 mecze i zdobył 2 gole.